# Rondo Porucznika Mariana Mokrskiego w Lublinie
Rondo im. Porucznika Mariana Mokrskiego w Lublinie – rondo w Lublinie, w dzielnicy Rury, w części LSM. Jeden z najważniejszych węzłów komunikacyjnych w Lublinie. Na rondzie krzyżują się południkowo ul. Filaretów i równoleżnikowo ul. Tomasza Zana. Na rondzie zamontowana jest sygnalizacja świetlna. Patronem ronda jest polski oficer marynarki wojennej oficer nawigacyjny ORP Orzeł Marian Mokrski.

## Otoczenie
W okolicach ronda znajdują się Metropolitan Park, ZUS, Lubelski Urząd Skarbowy, Gray Office Park, Kościół pw. św. Józefa, IV Komisariat Policji oraz Centrum Zana.

## Komunikacja Miejska
Przez rondo kursuje wiele autobusów i trolejbusów. Nad rondem rozwieszona jest trakcja trolejbusowa. W bezpośredniej bliskości ronda znajdują się 4 przystanki autobusowe.